# Старики (род)
Ста́рики (лат. Synthliboramphus) — небольшие (меньше голубя) морские птицы семейства чистиковых (Alcidae). Имеют короткие светлые клювы, тёмные ноги, сизые верхние и белые нижние стороны тела, а также чёрные головы. Голос — тонкий свист.
Сооружают гнёзда на мелких островах среди камней или в норах. Откладывают по два яйца, охристого цвета с бурыми пятнами. 
В России встречаются два вида: обыкновенный старик и хохлатый старик.

## Классификация
Международный союз орнитологов выделяет 5 видов:
- Synthliboramphus hypoleucus — Пыжик Ксантуса
- Synthliboramphus scrippsi
- Synthliboramphus craveri — Пыжик Кравера
- Synthliboramphus antiquus — Обыкновенный старик
- Synthliboramphus wumizusume — Хохлатый старик

## Галерея

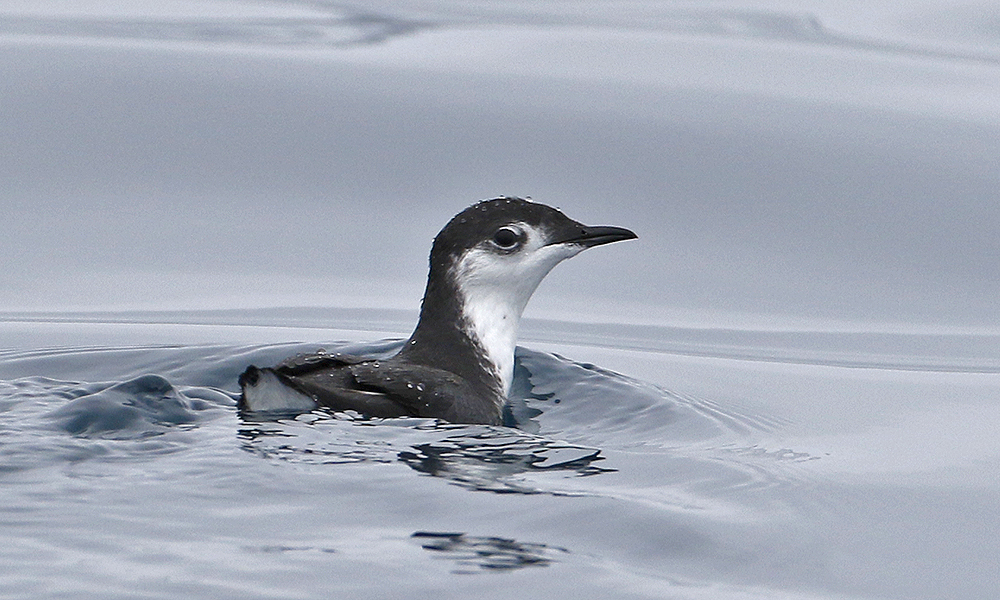
Synthliboramphus hypoleucus
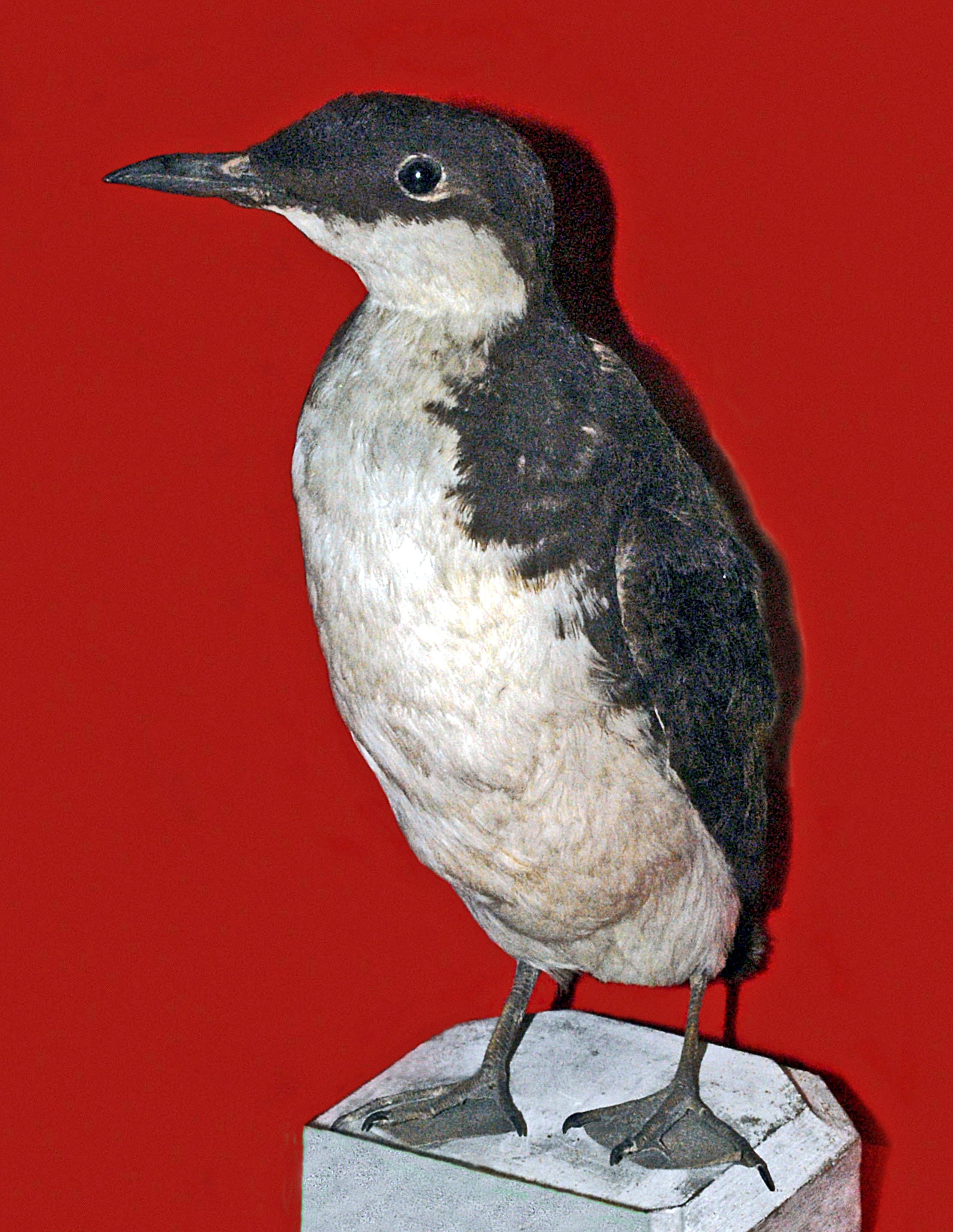
Synthliboramphus craveri
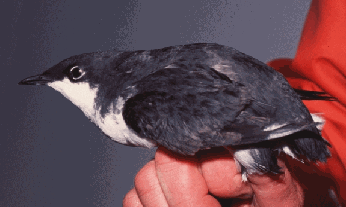
Synthliboramphus scrippsi
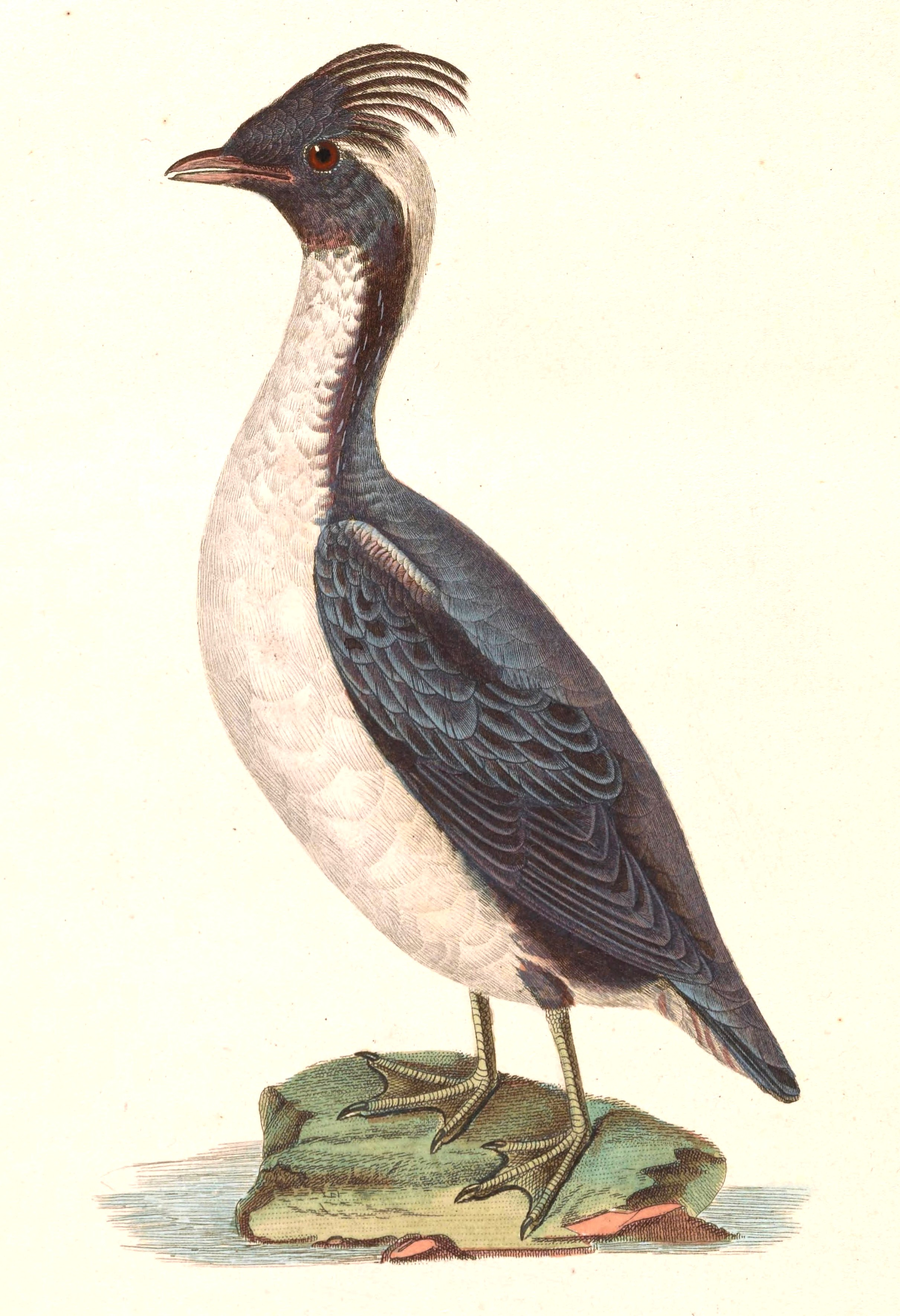
Synthliboramphus wumizusume